# 別斯蘭·巴爾齊茨
別斯蘭·康斯坦丁諾維奇·巴爾齊茨（俄語：Беслан Константинович Барциц；1978年7月22日—），是一名阿布哈茲政治人物。

## 早年
2007年至2009年間巴爾齊茨曾擔任阿布哈茲副總統劳尔·哈津巴的助理，2011年地方選舉時成功晉身加格拉區議會，擔任第五選區議員及議會副主席。

## 進入議會
到2012年的議會選舉，他參選第五屆阿布哈兹人民议会競逐第十一選區（加格拉）議員席位，在九名候選人中獲得20.86%選票，以些微之差擊敗維塔利·阿茲巴。在議會中，巴爾齊茨擔任法律政策、國家建設和人權委員會的副主席。

## 加格拉區區長、總統行政主管與總理職務
2014年阿布哈茲政治危機後的10月22日，新任總統哈津巴任命巴爾齊茨為加格拉區區長，但次年才被證實出任此崗位。
2016年5月16日，巴爾齊茨被任命為阿布哈茲總統行政主管，接替辭職的阿斯塔穆爾·塔尼亞。
2016年8月5日，巴爾齊茨被任命為阿布哈茲總理，接替十天前辭職的阿爾圖爾·米克瓦比亞。